# Espace San Bernardo
L'Espace San Bernardo est un domaine skiable international franco-italien. Il est situé dans le département de la Savoie en France et dans la région autonome Vallée d'Aoste en Italie. Il a été créé en 1984 en joignant les domaines des stations de La Rosière 1850 en France et de La Thuile en Italie.

## Géographie

### Localisation
Le liaison franco-italienne de l'Espace San Bernardo se situe au col du Petit Saint-Bernard. 
La Rosière est située en France, dans la vallée de la Tarentaise, en Savoie, sur le versant sud du mont Valaisan.
La Thuile est située en Italie, dans le vallon du même nom, en Vallée d'Aoste.

### Accès routier
- Pour rejoindre La Thuile :
  1. Depuis Aoste, il faut prendre la RN26 jusqu'à La Thuile.
  2. Depuis la France en période hivernale, on y accède par le tunnel du Mont-Blanc et en passant par Courmayeur et Pré-Saint-Didier.

- Pour rejoindre La Rosière :
  1. Depuis Albertville, il faut prendre la N90 jusqu'à Bourg-Saint-Maurice, puis continuer sur la route départementale D1090 qui monte jusqu'à La Rosière.

La liaison entre la France et l'Italie se fait par le col du Petit-Saint-Bernard en été. Ce col est fermé de mi-novembre à mi-mai en fonction des conditions d'enneigement. Le passage entre ces deux communes se fait uniquement en ski en hiver.

## Histoire
Le domaine a été nommé en hommage à Saint-Bernard de Menthon, qui a créé un hospice au col du Petit-Saint-Bernard pour protéger les voyageurs.
Chronologie :
- 1948 : 1er télésiège pour accéder au secteur des Suches [1] ;
- 1960 : 1er téléski de la Poletta sur la station de la Rosière[2] ;
- 4 janvier 1985 : inauguration de la liaison entre la France et l'Italie grâce au téléski de Bellecombe et le télésiège du Chardonnet[3] ;
- Décembre 1988 : extension du domaine skiable vers Séez avec le télésiège des Ecudets[2] ;
- 2014 : 30 ans de la liaison franco-italienne[4] ;
- Décembre 2018 : extension du domaine skiable sur le secteur du mont Valaisan. Deux nouveaux télésièges et cinq pistes rouges sont mis en service[5].

## Domaine skiable

### Gestion
Le domaine skiable est géré par le groupe Sofival. 

### Le domaine skiable
L'Espace San Bernardo comporte 154 km repartis sur La Thuile et La Rosière. 
Ce domaine comporte plusieurs espaces de glisses : 

- le snowpark de la Poletta
- le Funcross du Petit-Saint-Bernard
- le Boardcross du Fort
- le parcours du Petit-Saint-Bernard
- la zone des Zittieux, zone propice au hors piste
- 2 stades de Slalom
- un baby Park à La Thuile
- 3 parcours permanent de ski de randonnée.
- 1 zone de Snowkite au col du Petit-Saint-Bernard.

## Personnalités liées au domaine skiable
- Joël Chenal, skieur alpin et vice-champion olympique en slalom géant aux Jeux Olympiques d'hiver de Turin en 2006.
- Manu Gaidet, skieur freeride et triple champion du monde de ski freeride en 2003, 2004 et 2005.
- Julien Eustache, skieur freestyle, vainqueur de la coupe de France de Slopetsyle 2012 à La Rosière et vice-champion de France 2011 de slopestyle[6].
- Jacky Arpin, champion d'Europe junior de saut à ski en 1988 et champion de France en 1991
- Gilles Gaidet, skieur alpin, champion de France Junior en descente en 1977 et champion de France en combiné en 1978.

## Compétitions internationales et événements

### Compétitions
- Ladies Ski World Cup 2016
- Télémark World Cup 2017
- Freeride Junior Tour 2017 & 2018

### Événements historiques
- Année 2000 : les 100 de La Rosière
- 2010 : 50 ans de ski à La Rosière[7]

## Activités

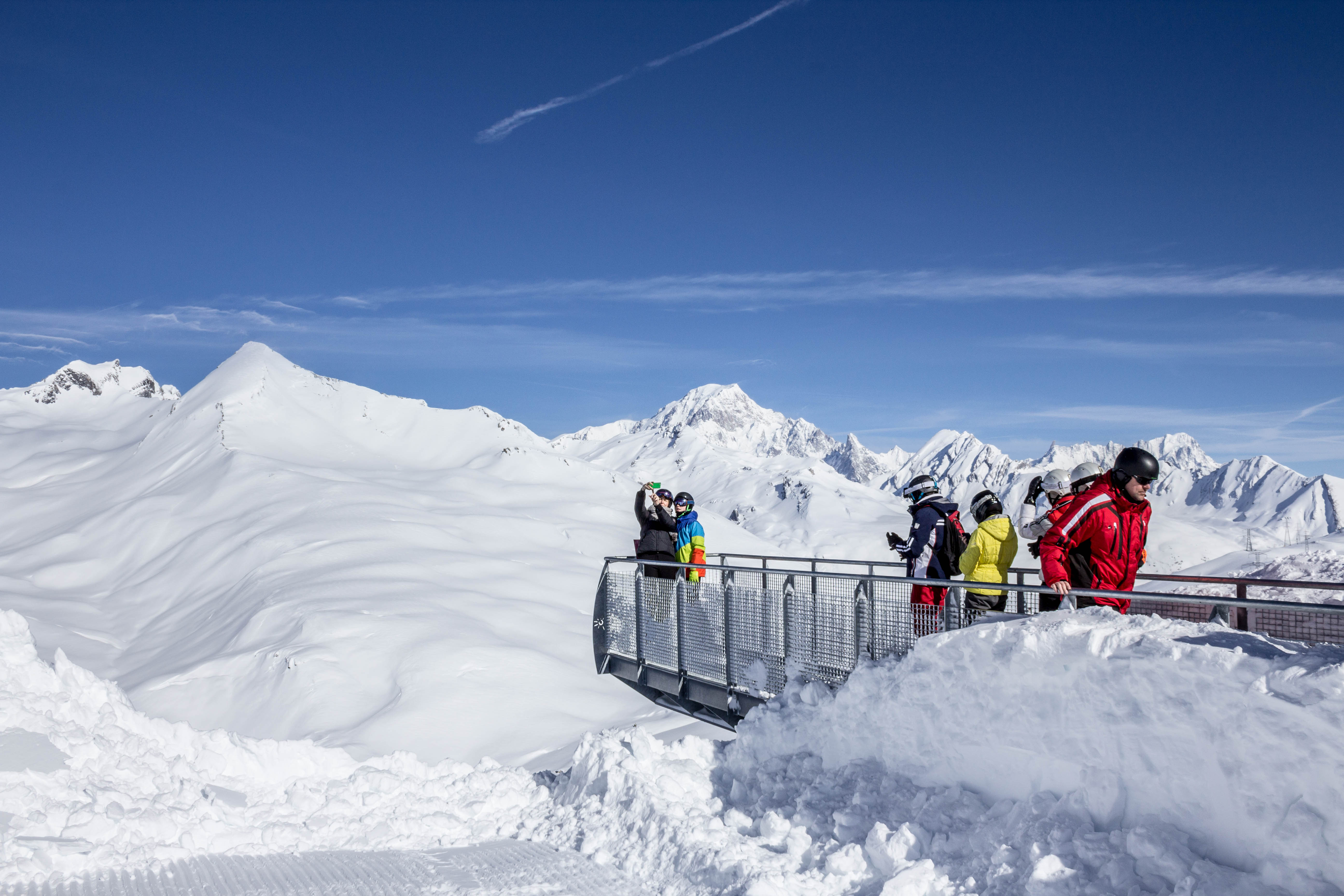
Participants sur la passerelle du Panoramic Experience (2018)

En décembre 2017, la « Panoramic Experience » est aménagée sur la plateforme du col de la Traversette, à 2 400 m d'altitude, à proximité du Fort de La Redoute et du télésiège du Fort Express, sur le domaine de La Rosière). Cette passerelle surplombe le col du Petit Saint-Bernard, avec une vue sur le Mont Blanc.

## Évolution du logo
Lorsque la liaison entre la France et l'Italie a été rendu possible, un nouveau logo est apparu pour promouvoir la marque Espace San Bernardo. Ce logo met en avant des étoiles qui font référence à l'Union Européenne et le fait de traverser les frontières plus facilement, notamment traverser la frontière franco-italienne en ski.
À l'occasion de ses 30 ans, le domaine skiable s'offre une nouvelle identité visuelle : un logo vert et bleu. La couleur verte représente l’Italie et le bleu la France.
10 versions de l'accroche existent (France - Italie ; La Rosière - La Thuile ; Vallée d'Aoste - Savoie...).